# G20
O G20 ou Grupo dos 20 é um grupo formado pelos ministros de finanças e chefes dos bancos centrais das 19 maiores economias do mundo mais a União Africana e União Europeia. Foi criado em 1999, após as sucessivas crises financeiras da década de 1990. Visa favorecer a negociação internacional, integrando o princípio de um diálogo ampliado, levando em conta o peso econômico crescente de alguns países, que, juntos, representam 90% do PIB mundial, 80% do comércio mundial (incluindo o comércio intra-UE) e dois terços da população mundial. O peso econômico e a representatividade do G-20 conferem-lhe significativa influência sobre a gestão do sistema financeiro e da economia global.
O G-20 estuda, analisa e promove a discussão entre os países mais ricos e os emergentes sobre questões políticas relacionadas com a promoção da estabilidade financeira internacional e encaminha as questões que estão além das responsabilidades individuais de qualquer organização.
Com o crescimento da importância do G-20 a partir da reunião de 2008, em Washington, e diante da crise econômica mundial, os líderes participantes anunciaram, em 25 de setembro de 2009, que o G-20 seria o novo conselho internacional permanente de cooperação econômica, eclipsando o G8, constituído até então pelas sete economias mais industrializadas no mundo e a Rússia.
A partir da 18.ª cúpula realizada em Nova Deli em 2023, a União Africana entrou para a organização como membro permanente.

## Criação
O G-20  foi criado em substituição ao G33 - que, por sua vez, havia substituído o G-22 -, durante a reunião de cúpula do G7, em Colônia, em junho de 1999. Em 26 de setembro do mesmo ano, foi estabelecido formalmente, na reunião de ministros de finanças. Sua reunião inaugural ocorreu em 15 e 16 de dezembro, em Berlim.
O novo Grupo dos 20 foi proposto como um novo fórum para cooperação e consulta nas matérias pertinentes ao sistema financeiro internacional. Estuda, revisa e promove a discussão entre os principais países desenvolvidos e os emergentes. É integrado pelos ministros de finanças e presidentes dos bancos centrais do G7 e de outros 13 países chaves, além do Banco Central Europeu.
Na reunião de 14-15 de novembro de 2008, pela primeira vez, reuniram-se não os ministros de finanças dos países membros do G-20, mas os respectivos chefes de Estado ou de governo, o que representou uma mudança significativa no papel do G-20, que passou a assumir a centralidade como fórum de discussão sobre governança internacional antes ocupada pelo G7.

## Objetivos
O objetivo principal do G20 é reunir regularmente as mais importantes economias industrializadas e emergentes para discutir questões-chave da economia global e promover políticas compatíveis com o comunicado aprovado pelo G20, na reunião de Berlim, em 2004. Este acordo realça uma variedade da política neoliberal, incluindo:

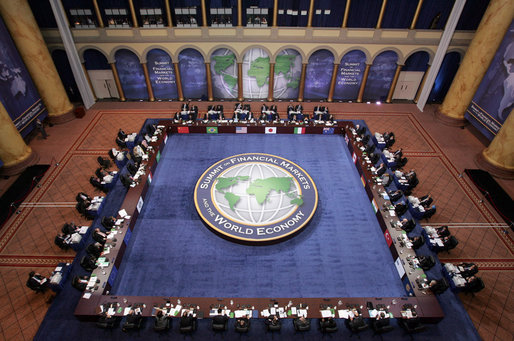
Reunião do G20 realizada em Washington, D.C. em 5 de novembro de 2008.

- Eliminação de restrições no movimento de capital internacional;
- Desregulação;
- Condições de mercado de trabalho flexíveis;
- Privatização;
- Garantia de direitos de propriedade intelectual e de outros direitos de propriedade privados;
- Criação de um clima de negócios que favoreça a realização de investimentos estrangeiros diretos;
- Liberalização do comércio global (pela OMC e por acordos bilaterais de comércio).

Em 2006 o tema da reunião do G20 foi "Construindo e Sustentando a Prosperidade". As questões discutidas incluíram reformas domésticas para realizar o "crescimento sustentado", energia e mercados globais de commodities, a 'reforma' do Banco Mundial e do Fundo Monetário Internacional, e o impacto de mudanças demográficas decorrentes do envelhecimento da população.
Em 2007, na África do Sul, os principais temas propostos foram:
- Evolução econômica global e doméstica;
- Reforma das Instituições de Bretton Woods;
- Elementos fiscais de crescimento e desenvolvimento (espaço fiscal);
- Commodities e estabilidade financeira.[16]

## Países membros e organizações
Nas reuniões de cúpula do G-20, participam os líderes dos 19 países e também da União Africana e União Europeia. Nas reuniões de nível ministerial, participam os respectivos ministros das finanças e presidentes de bancos centrais.
| Região            | Membro         | Líder                               | Líder                        | Ministro                                                | Ministro                    | Presidente do Banco Central |
| ----------------- | -------------- | ----------------------------------- | ---------------------------- | ------------------------------------------------------- | --------------------------- | --------------------------- |
| África            | África do Sul  | Presidente                          | Cyril Ramaphosa              | Ministro das Finanças                                   | Enoch Godongwana            | Lesetja Kganyago            |
| América do Sul    | Argentina      | Presidente                          | Javier Milei                 | Ministro da Economia e Finanças Públicas                | Luis Caputo                 | Miguel Pesce                |
| América do Sul    | Brasil         | Presidente                          | Luiz Inácio Lula da Silva    | Ministro da Fazenda                                     | Fernando Haddad             | Gabriel Galípolo            |
| América do Norte  | Canadá         | Primeiro-ministro                   | Mark Carney                  | Ministro das Finanças                                   | François-Philippe Champagne | Tiff Macklem                |
| América do Norte  | Estados Unidos | Presidente                          | Donald Trump                 | Secretário do Tesouro                                   | Scott Bessent               | Jerome Powell               |
| América do Norte  | México         | Presidente                          | Claudia Sheinbaum            | Secretário das Finanças e do Crédito Público            | Marcelo Ebrad               | Victoria Rodríguez Ceja     |
| Ásia Oriental     | China          | Presidente                          | Xi Jinping                   | Ministro das Finanças                                   | Liu Kun                     | Yi Gang                     |
| Ásia Oriental     | Japão          | Primeiro-ministro                   | Shigeru Ishiba               | Ministro das Finanças                                   | Yoji Muto                   | Haruhiko Kuroda             |
| Ásia Oriental     | Coreia do Sul  | Presidente                          | Lee Jae-myung                | Ministro de Estratégia e Finanças                       |                             |                             |
| Ásia Meridional   | Índia          | Primeiro-ministro                   | Narendra Modi                | Ministro das Finanças                                   | Nirmala Sitharaman          | Shaktikanta Das             |
| Sudeste Asiático  | Indonésia      | Presidente                          | Prabowo Subianto             | Ministro das Finanças                                   | Sri Mulyani Indrawati       | Perry Warjiyo               |
| Sudoeste Asiático | Arábia Saudita | Rei                                 | Salman bin Abdulaziz Al Saud | Ministro das Finanças                                   | Mohammed Al-Jadaan          | Fahad Almubarak             |
| Sudoeste Asiático | Turquia        | Presidente                          | Recep Tayyip Erdoğan         | Ministro das Finanças                                   | Nureddin Nebati             | Şahap Kavcıoğlu             |
| Europa            | União Europeia | Presidente do Conselho Europeu      | António Costa                | Comissário Europeu dos Assuntos Económicos e Monetários | Paolo Gentiloni             | Christine Lagarde           |
| Europa            | União Europeia | Presidente da Comissão              | Ursula von der Leyen         | Comissário Europeu dos Assuntos Económicos e Monetários | Paolo Gentiloni             | Christine Lagarde           |
| Europa            | Alemanha       | Chanceler                           | Friedrich Merz               | Ministro Federal das Finanças                           | Lars Klingbeil              | Joachim Nagel               |
| Europa            | França         | Presidente                          | Emmanuel Macron              | Ministro da Economia, das Finanças e da Indústria       | Bruno Le Maire              | François Villeroy de Galhau |
| Europa            | Itália         | Presidente do Conselho de Ministros | Giorgia Meloni               | Ministro da Economia e Finanças                         | Giancarlo Giorgetti         | Ignazio Visco               |
| Europa            | Rússia         | Presidente                          | Vladimir Putin               | Ministro das Finanças                                   | Anton Siluanov              | Elvira Nabiullina           |
| Europa            | Reino Unido    | Primeiro-ministro                   | Keir Starmer                 | Chanceler do Tesouro                                    | Rachel Reeves               | Andrew Bailey               |
| Oceania           | Austrália      | Primeiro-ministro                   | Anthony Albanese             | Tesoureiro da Austrália                                 | Jim Chalmers                | Philip Lowe                 |

## Reuniões

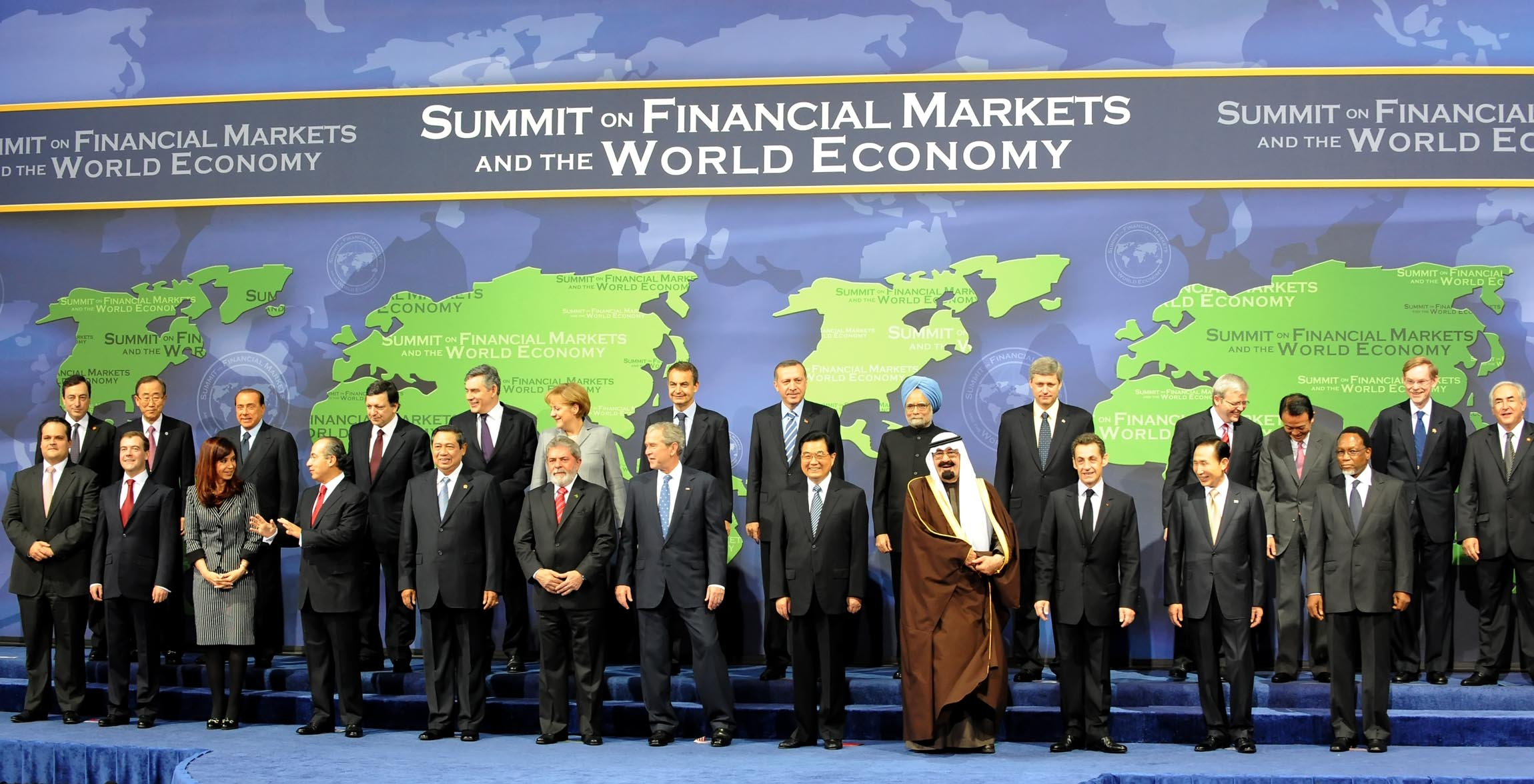
1ª reunião de cúpula do G20 (2008).

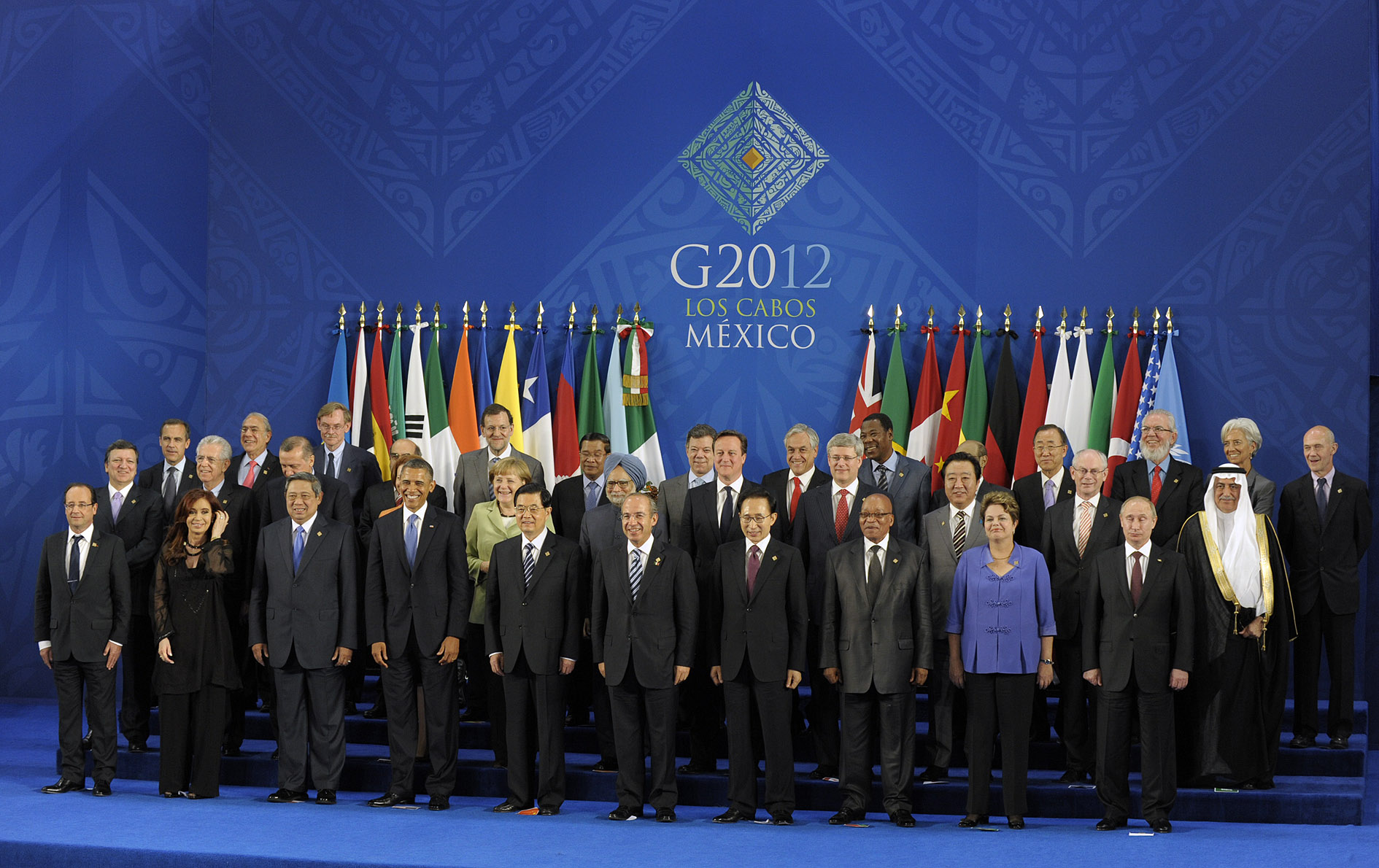
7ª reunião de cúpula do G20 (2012).

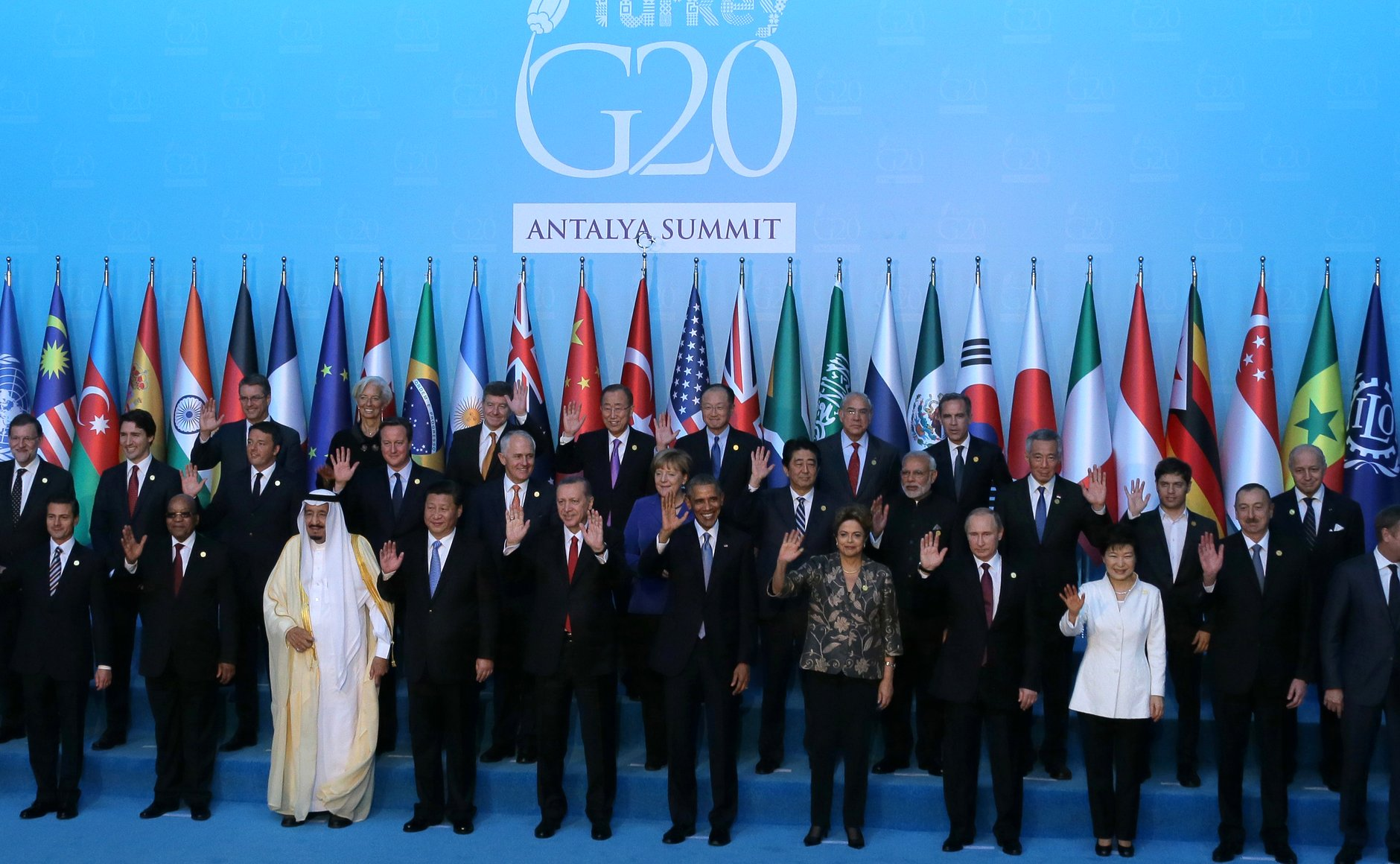
10.ª reunião de cúpula do G20 (2015)

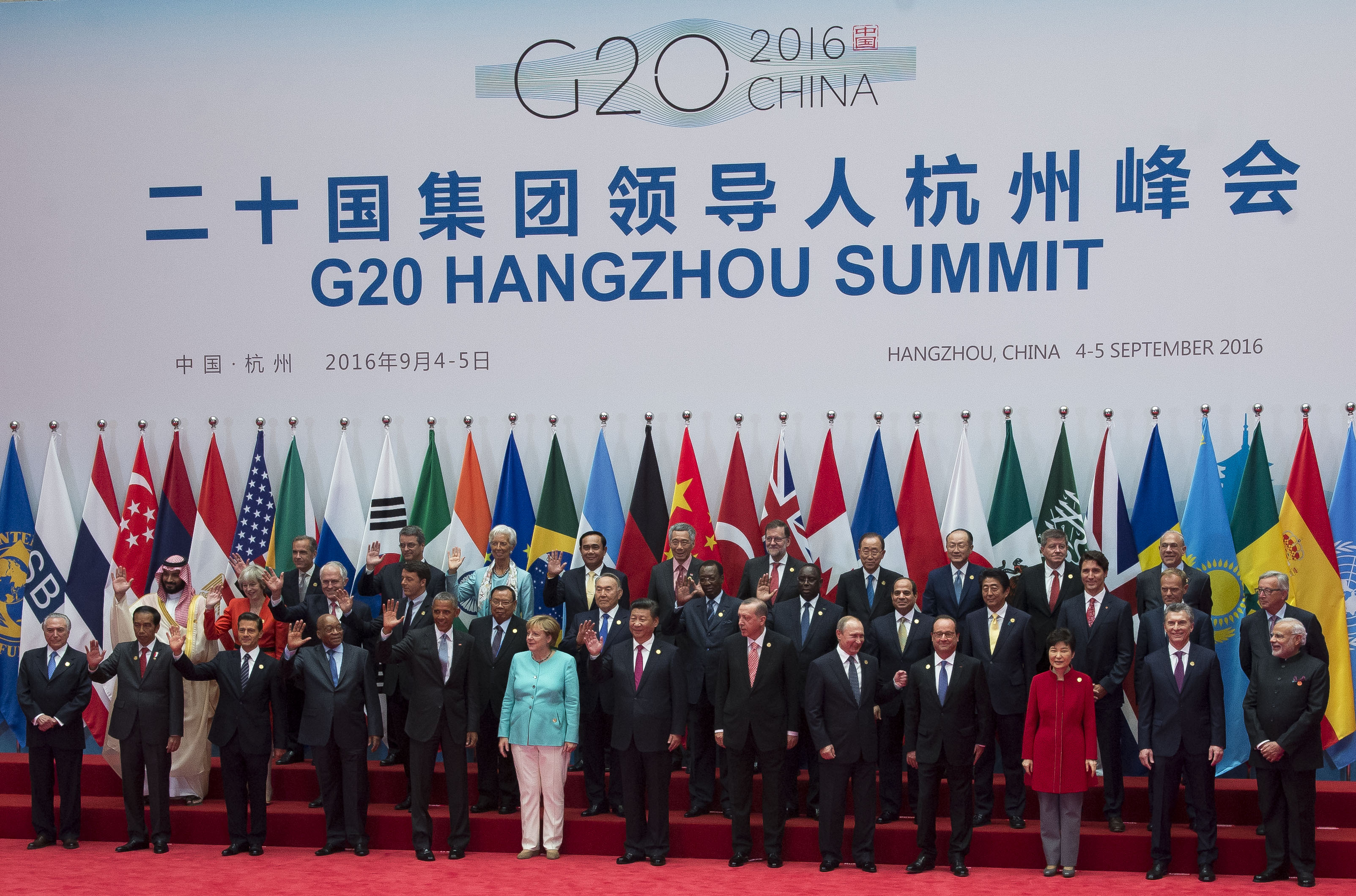
11.ª reunião de cúpula do G20 (2016).

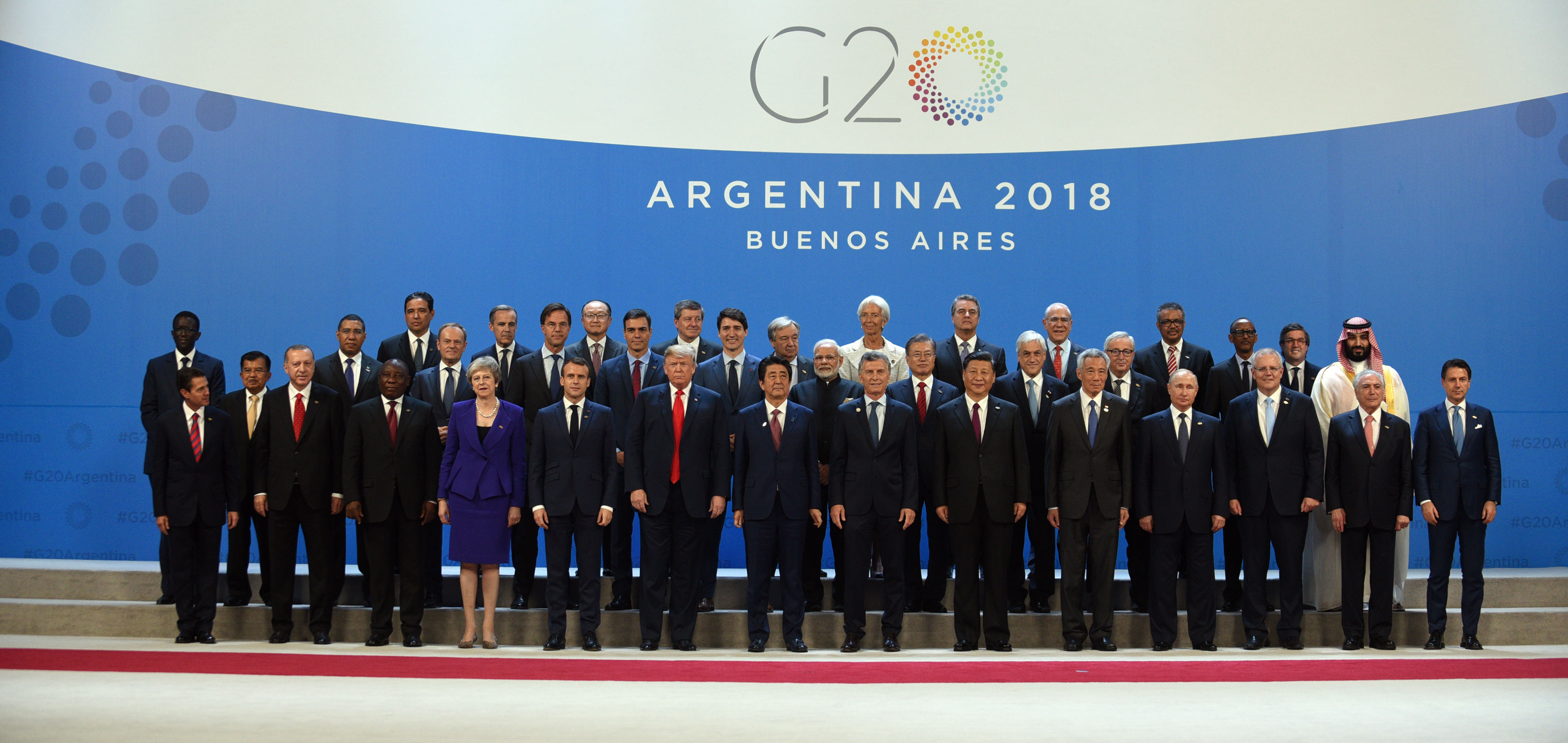
13.ª reunião de cúpula do G20 (2018).

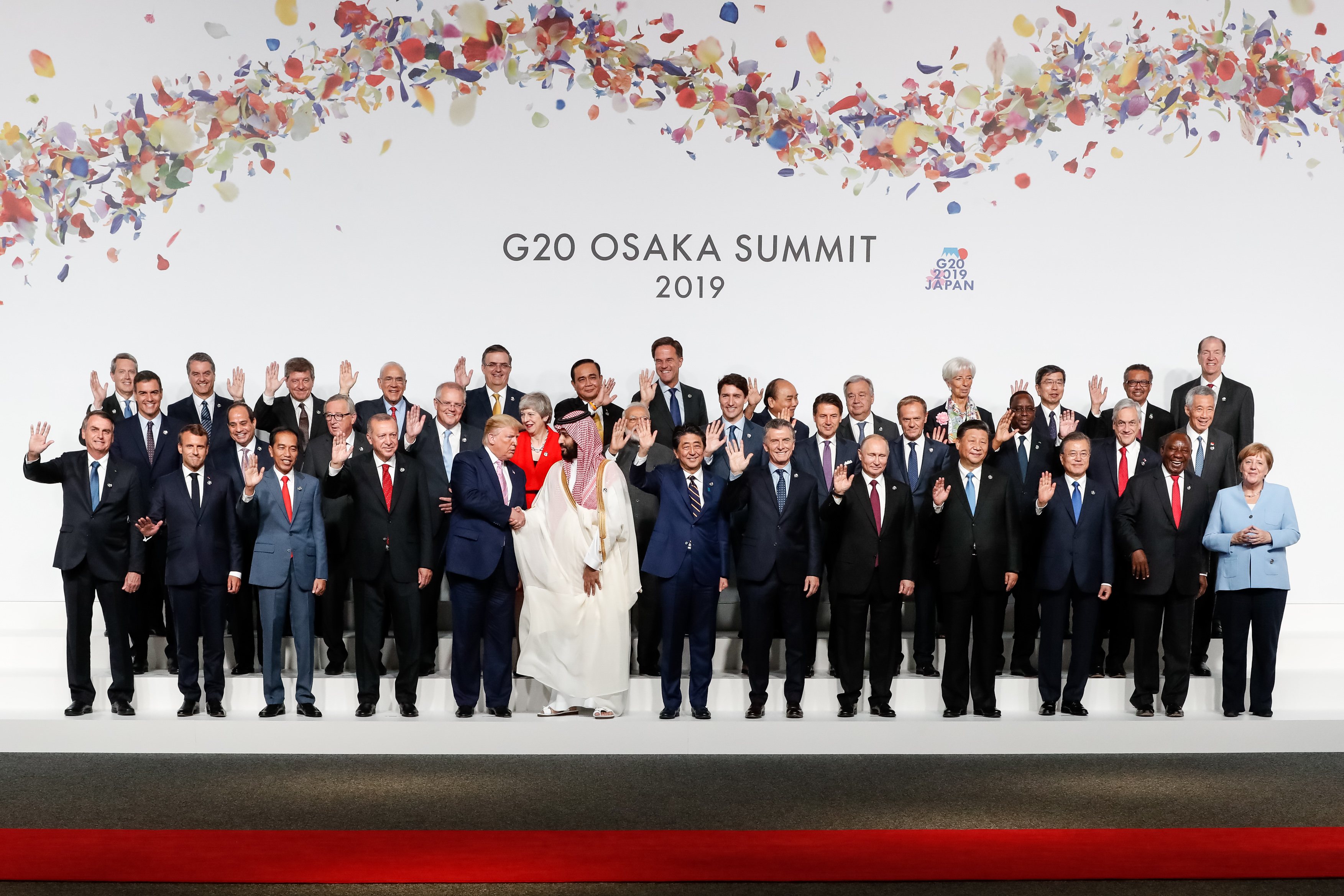
14.ª reunião de cúpula do G20 (2019).

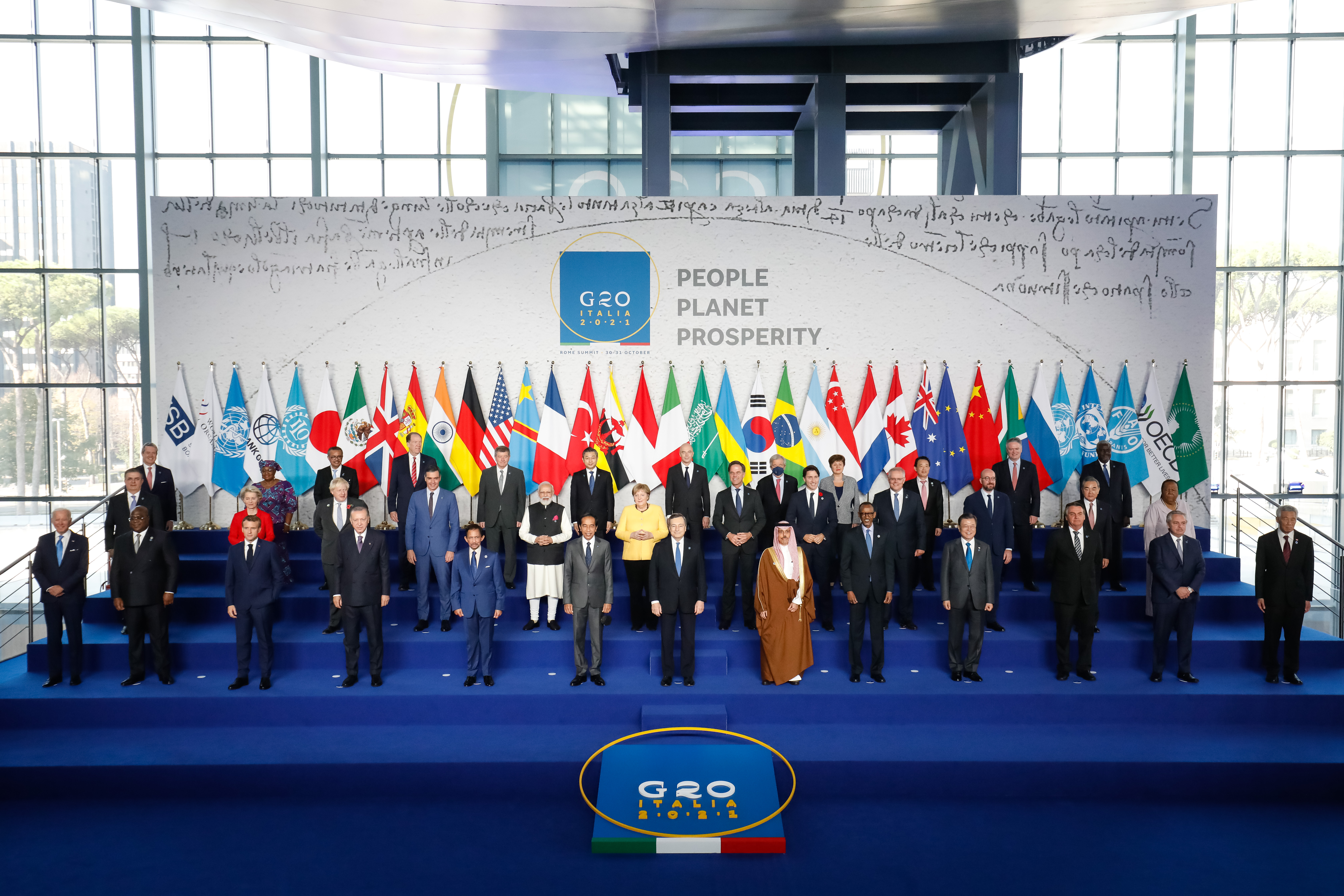
16.ª reunião de cúpula do G20 (2021).

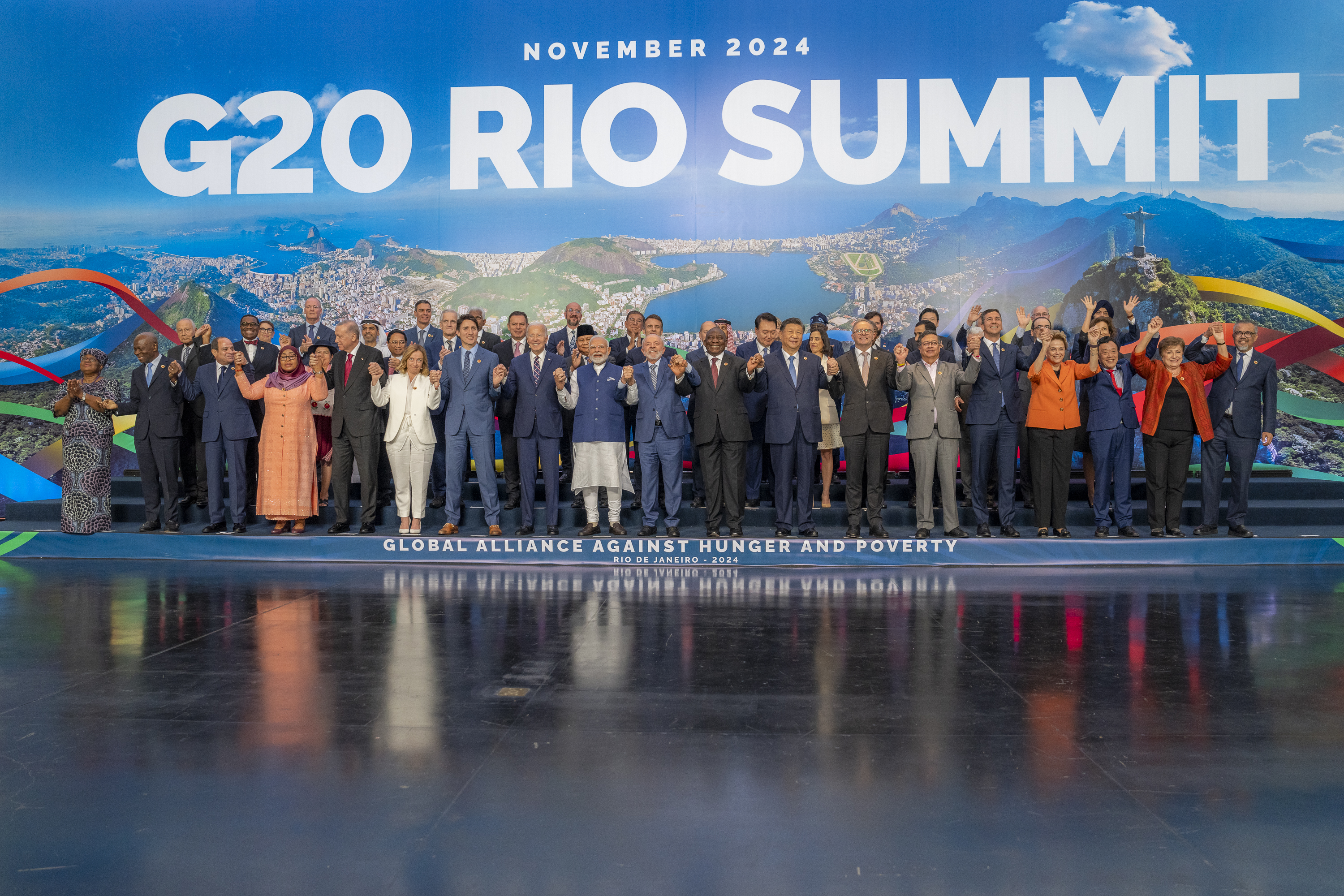
19.ª reunião de cúpula do G20 (2024).

### Reuniões ministeriais[20]
- 2011: Paris, França, 14-15 de outubro
- 2009: Horsham, Reino Unido, 14 de março
- 2008: São Paulo, Brasil, 8-9 de novembro
- 2007: Kleinmond, Cabo Ocidental, África do Sul, 17-18 de novembro
- 2006: Melbourne, Austrália, 18-19 de novembro
- 2005: Xianghe, Hebei, China, 15-16 de outubro
- 2004: Berlim, Alemanha, 20-21 de novembro
- 2003: Morelia, México, 26-27 de outubro
- 2002: Deli, Índia, 23 de novembro
- 2001: Ottawa, Canadá, 16-17 de novembro
- 2000: Montreal, Canadá, 25 de outubro
- 1999: Berlim, Alemanha, 15-16 de dezembro

### Reuniões de cúpula[21](chefes de Estado e de governo)
O G-20 foi criado como uma resposta tanto para a crise financeira de 2007-2010 e para um crescente reconhecimento de que os países emergentes não foram adequadamente incluídos no núcleo da discussão econômica global e governança. As cúpulas de chefes de Estado ou de governo do G20 foram realizadas, além de as reuniões dos ministros das finanças e dos governadores dos bancos centrais do G20, que continuaram a se reunir para preparar a cúpula dos líderes e implementar suas decisões. Após a estreia da cúpula em Washington, D.C., em 2008, os líderes do G20 se encontraram duas vezes por ano em Londres e Pittsburgh em 2009, Toronto e Seul em 2010.
A partir de 2011, quando a França presidiu e organizou o G20, as cúpulas serão realizadas apenas uma vez por ano.
|     | Data          | País           | Cidade           | Local  |
| --- | ------------- | -------------- | ---------------- | ------ |
| 1ª  | Novembro 2008 | Estados Unidos | Washington, D.C. |        |
| 2ª  | Abril 2009    | Reino Unido    | Londres          |        |
| 3ª  | Setembro 2009 | Estados Unidos | Pittsburgh       |        |
| 4ª  | Junho 2010    | Canadá         | Toronto          |        |
| 5ª  | Novembro 2010 | Coreia do Sul  | Seul             |        |
| 6ª  | Novembro 2011 | França         | Cannes           |        |
| 7ª  | Junho 2012    | México         | Los Cabos        |        |
| 8ª  | Setembro 2013 | Rússia         | São Petersburgo  |        |
| 9ª  | Novembro 2014 | Austrália      | Brisbane         |        |
| 10ª | Novembro 2015 | Turquia        | Antalya          |        |
| 11ª | Setembro 2016 | China          | Hangzhou         |        |
| 12ª | Julho 2017    | Alemanha       | Hamburgo         |        |
| 13ª | Nov/Dez 2018  | Argentina      | Buenos Aires     |        |
| 14ª | Junho 2019    | Japão          | Osaka            | [ 27 ] |
| 15ª | Novembro 2020 | Arábia Saudita | Riade            | [ 28 ] |
| 16ª | Outubro 2021  | Itália         | Roma             | [ 29 ] |
| 17ª | Novembro 2022 | Indonésia      | Bali             | [ 30 ] |
| 18ª | Setembro 2023 | Índia          | Nova Déli        | [ 30 ] |
| 19ª | Novembro 2024 | Brasil         | Rio de Janeiro   | [ 31 ] |
| 20ª | Novembro 2025 | África do Sul  | Joanesburgo      | [ 32 ] |

### Agrupamento das nações
Para decidir qual país membro vai presidir a reunião de líderes do G20 em um determinado ano, todos os países membros são atribuídos a um de cinco grupos diferentes, sendo que todos os grupos, com exceção de um, têm quatro membros e o outro tem três. Nações da mesma região são colocadas no mesmo grupo, exceto no Grupo 1 e no Grupo 2. Todos os países de um grupo são elegíveis para assumir a presidência do G20 quando for a vez de seu grupo. Portanto, os Estados desse grupo precisam negociar entre si para selecionar o próximo presidente do G20. A cada ano, um país membro diferente do G20 assume a presidência, começando em 1º de dezembro e terminando em 30 de novembro. Esse sistema está em vigor desde 2010, quando a Coreia do Sul, que está no Grupo 5, assumiu a presidência do G20. A tabela abaixo lista os agrupamentos das nações:
| Grupo | Países         | Grupo | Países        | Grupo | Países    | Grupo | Países      | Grupo | Países        |
| ----- | -------------- | ----- | ------------- | ----- | --------- | ----- | ----------- | ----- | ------------- |
| 1     | Austrália      | 2     | Rússia        | 3     | Argentina | 4     | França      | 5     | China         |
| 1     | Canadá         | 2     | Índia         | 3     | Brasil    | 4     | Alemanha    | 5     | Indonésia     |
| 1     | Arábia Saudita | 2     | África do Sul | 3     | México    | 4     | Itália      | 5     | Japão         |
| 1     | Estados Unidos | 2     | Turquia       | 3     |           | 4     | Reino Unido | 5     | Coreia do Sul |

### Reunião de novembro de 2010 em Seul
A reunião de cúpula do G-20 em Seul, nos dias 11 e 12 de novembro de 2010, teve como tema a guerra cambial que afeta o comércio internacional, em razão da desvalorização do dólar, com a consequente valorização das moedas de outros países, o que torna os produtos desses países mais caros no mercado global e, portanto, menos competitivos.
No final do encontro, os líderes do grupo dos 20 emitiram uma declaração, comprometendo-se a evitar desvalorizações competitivas de moedas e a fortalecer a cooperação internacional, visando reduzir os desequilíbrios globais.
Analistas avaliaram o comunicado do G20 apenas como uma declaração de intenções, sem indicação de medidas concretas.

### G20 no Brasil
As reuniões do G20 no Brasil ocorreram entre dezembro de 2023 e novembro de 2024, mês no qual o país assumiu a presidência do grupo. A cúpula principal ocorreu nos dias 18 e 19 de novembro de 2024, no Museu de Arte Moderna do Rio de Janeiro, marcando a primeira vez que o Brasil sediava uma cúpula do G20. Sob o tema 'Construindo um Mundo Justo e um Planeta Sustentável', as discussões, capitaneadas pelo governo brasileiro liderado pelo presidente Luiz Inácio Lula da Silva, abordaram o combate à fome, à pobreza e à desigualdade, além das três dimensões do desenvolvimento sustentável: econômico, social e ambiental, e a reforma da governança global. Durante o evento, foi lançada a Aliança Global Contra a Fome e a Pobreza, com a adesão de 82 países, visando acelerar os esforços para erradicar a fome e a pobreza mundialmente.
Para promover esses objetivos, a presidência brasileira anunciou a criação do grupo de trabalho Mobilização Global Contra as Mudanças Climáticas, com o intuito de criar mecanismos que gerem renda e reduzam as desigualdades para as populações afetadas pelas mudanças climáticas. Durante a cúpula, foi formalizada a criação da Força-Tarefa para a Mobilização Global contra a Mudança do Clima, com participação de 12 países. A iniciativa visa implementar projetos concretos em países vulneráveis às mudanças climáticas.
O Brasil afirmou que buscaria uma reforma abrangente das principais instituições globais, incluindo o Banco Mundial, o Fundo Monetário Internacional e a Organização Mundial do Comércio, bem como a ampliação do Conselho de Segurança das Nações Unidas, visando fortalecer a representatividade e a influência do Sul Global nas decisões internacionais. A proposta brasileira de reforma das principais instituições globais foi amplamente discutida e, embora não tenha havido um consenso imediato, foi criado um comitê para avaliar mudanças estruturais na governança dessas instituições, com prazo de apresentação de resultados até a próxima cúpula.
O G20 Social, uma inovação introduzida pela presidência brasileira, contou com a participação de mais de 100 organizações da sociedade civil. O espaço gerou recomendações, algumas das quais foram incorporadas à declaração final da cúpula, especialmente no que tange à inclusão social e financiamento climático.
A Reunião de Chanceleres reuniu ministros de países como Rússia e Estados Unidos para discutir governança global e crises internacionais. O Brasil também sediou o Urban 20 (U20), que envolveu prefeitos de grandes cidades globais em debates sobre sustentabilidade urbana e desenvolvimento inclusivo. Outro destaque foi o Youth 20 (Y20), que engajou jovens líderes na formulação de soluções para pobreza, mudanças climáticas e desenvolvimento sustentável.